# Copa da Liga Sul-Africana
A Copa da Liga Sul-Africana (atualmente chamado de Telkom Knockout por razões de patrocínio) é uma competição de futebol em que participam as equipes que disputam o Campeonato Sul-Africano de Futebol.
A primeira edição foi realizada em 1982 e foi organizada pelo NPSL (National Premier Soccer League); mais tarde, em 1984, foi o NSL (National Soccer League) para organizar sua própria Copa da Liga. Em 1996, as duas ligas se fundiram para dar vida ao PSL (Premier Soccer League), que atualmente organiza o torneio.

## Campeão
| Ano                 | Campeão             | Placar           | Vice-Campeão        |                  |                  |
| Datsun Challenge    | Datsun Challenge    | Datsun Challenge | Datsun Challenge    | Datsun Challenge | Datsun Challenge |
| ------------------- | ------------------- | ---------------- | ------------------- | ---------------- | ---------------- |
| 1982                | Arcadia Shepherds   | 3 – 1 1–1 2–0    | Highlands Park      |                  |                  |
| 1983                | Kaizer Chiefs       | 2 – 1            | Bidvest Wits        |                  |                  |
| JPS Knockout Cup    |                     |                  |                     |                  |                  |
| 1984                | Kaizer Chiefs       | 2 – 1 1–0 1–1    | Bush Bucks          |                  |                  |
| 1985                | Bidvest Wits        | 2 – 2 2–1 0–1    | Kaizer Chiefs       |                  |                  |
| 1986                | Kaizer Chiefs       | 2 – 1 2–1 0–0    | Moroka Swallows     |                  |                  |
| 1987                | Durban Bush Bucks   | 3 – 3 1–3 2–0    | Orlando Pirates     |                  |                  |
| 1988                | Kaizer Chiefs       | 5 – 2 3–1 2–1    | Jomo Cosmos         |                  |                  |
| 1989                | Kaizer Chiefs       | 4 – 1 2–0 2–1    | Moroka Swallows     |                  |                  |
| 1990                | Mamelodi Sundowns   | 2 – 1 1–0 1–1    | Orlando Pirates     |                  |                  |
| 1991                | Dynamos             | 4 – 3 2–2 2–1    | Giant Blackpool     |                  |                  |
| Coca Cola Cup       |                     |                  |                     |                  |                  |
| 1992                | AmaZulu             | 3 – 1            | Kaizer Chiefs       |                  |                  |
| 1993                | Umtata Bush Bucks   | 3 – 1            | Santos              |                  |                  |
| 1994                | Free State Stars    | 3 – 2            | Hellenic            |                  |                  |
| 1995                | Bidvest Wits        | 1 – 0            | Orlando Pirates     |                  |                  |
| 1996                | Umtata Bush Bucks   |                  | Free State Stars    |                  |                  |
| Rothmans Cup        |                     |                  |                     |                  |                  |
| 1997                | Kaizer Chiefs       | 2 – 2            | Mamelodi Sundowns   |                  |                  |
| 1998                | Kaizer Chiefs       | 2 – 2            | Mamelodi Sundowns   |                  |                  |
| 1999                | Mamelodi Sundowns   | 2 – 0            | Free State Stars    |                  |                  |
| 2000                | Ajax Cape Town      | 5 – 2 1–1 4–1    | Orlando Pirates     |                  |                  |
| Coca Cola Cup       |                     |                  |                     |                  |                  |
| 2001                | Kaizer Chiefs       | 5 – 0            | Jomo Cosmos         |                  |                  |
| 2002                | Jomo Cosmos         | 1 – 0            | Kaizer Chiefs       |                  |                  |
| 2003                | Kaizer Chiefs       | 2 – 0            | Platinum Stars      |                  |                  |
| 2004                | Kaizer Chiefs       | 1 – 0            | Supersport United   |                  |                  |
| 2005                | Jomo Cosmos         | 1 – 1            | Supersport United   |                  |                  |
| Telkom Knockout Cup |                     |                  |                     |                  |                  |
| 2006                | Platinum Stars      | 3 – 1            | Ajax Cape Town      |                  |                  |
| 2007                | Kaizer Chiefs       | 0 – 0            | Mamelodi Sundowns   |                  |                  |
| 2008                | Ajax Cape Town      | 2 – 1            | Orlando Pirates     |                  |                  |
| 2009                | Kaizer Chiefs       | 2 – 1            | Ajax Cape Town      |                  |                  |
| 2010                | Kaizer Chiefs       | 3 – 0            | Orlando Pirates     |                  |                  |
| 2011                | Orlando Pirates     | 3 – 1            | Bidvest Wits        |                  |                  |
| 2012                | Bloemfontein Celtic | 1 – 0            | Mamelodi Sundowns   |                  |                  |
| 2013                | Platinum Stars      | 2 - 1            | Orlando Pirates     |                  |                  |
| 2014                | Supersport United   | 3 - 2            | Platinum Stars      |                  |                  |
| 2015                | Mamelodi Sundowns   | 3 - 1            | Kaizer Chiefs       |                  |                  |
| 2016                | Cape Town City      | 2 - 1            | Supersport United   |                  |                  |
| 2017                | Bidvest Wits        | 1 – 0            | Bloemfontein Celtic |                  |                  |
| 2018                | Baroka              | 2 – 2            | Orlando Pirates     |                  |                  |
| 2019                | Mamelodi Sundowns   | 2 – 1            | Maritzburg United   |                  |                  |

## Resultado por clube
| Clube               | Canpeão | Anos                                                                        | Vice-Campeão | Anos                                            |
| ------------------- | ------- | --------------------------------------------------------------------------- | ------------ | ----------------------------------------------- |
| Kaizer Chiefs       | 13      | 1983,1984, 1986, 1988, 1989, 1997, 1998, 2001, 2003, 2004, 2007, 2009, 2010 | 4            | 1985, 1992, 2002, 2015.                         |
| Mamelodi Sundowns   | 4       | 1990, 1999, 2015, 2019.                                                     | 4            | 1997, 1998, 2007, 2012.                         |
| Bidvest Wits        | 3       | 1985, 1995, 2017.                                                           | 2            | 1983, 2011.                                     |
| Ajax Cape Town      | 2       | 2000, 2008.                                                                 | 2            | 2006, 2009.                                     |
| Jomo Cosmos         | 2       | 2002, 2005.                                                                 | 2            | 1988, 2001.                                     |
| Platinum Stars      | 2       | 2006, 2013.                                                                 | 2            | 2003, 2014.                                     |
| Umtata Bush Bucks   | 2       | 1993, 1996.                                                                 | 0            |                                                 |
| Orlando Pirates     | 1       | 2011                                                                        | 8            | 1987, 1990, 1995, 2000, 2008, 2010, 2013, 2018. |
| Supersport United   | 1       | 2014                                                                        | 3            | 2004, 2005, 2016.                               |
| Free State Stars    | 1       | 1994                                                                        | 2            | 1996, 1999.                                     |
| Bloemfontein Celtic | 1       | 2012                                                                        | 1            | 2017                                            |
| Durban Bush Bucks   | 1       | 1987                                                                        | 1            | 1984                                            |
| Arcadia Shepherds   | 1       | 1982                                                                        | 0            |                                                 |
| Dynamos             | 1       | 1991                                                                        | 0            |                                                 |
| AmaZulu             | 1       | 1992                                                                        | 0            |                                                 |
| Cape Town City      | 1       | 2016                                                                        | 0            |                                                 |
| Baroka              | 1       | 2018                                                                        | 0            |                                                 |
| Moroka Swallows     | 0       |                                                                             | 2            | 1986, 1989.                                     |
| Highlands Park      | 0       |                                                                             | 1            | 1982                                            |
| Giant Blackpool     | 0       |                                                                             | 1            | 1991                                            |
| Santos              | 0       |                                                                             | 1            | 1993                                            |
| Hellenic            | 0       |                                                                             | 1            | 1994                                            |
| Maritzburg United   | 0       |                                                                             | 1            | 2019                                            |